# North Babylon
North Babylon es un lugar designado por el censo (en inglés, census-designated place, CDP) situado en el condado de Suffolk, en el estado de Nueva York, Estados Unidos. Según el censo de 2020, tiene una población de 17 927 habitantes.
La localidad está ubicada en el municipio de Babylon, en la llamada South Shore de Long Island.

## Geografía
Según la Oficina del Censo, la localidad tiene una superficie total de 8.65 km², de los cuales 8.54 km² corresponden a tierra firme y 0.11 km² están cubiertos de agua.

## Demografía
De acuerdo con la estimación 2018-2022 de la Oficina del Censo, los ingresos medios de los hogares de la localidad son de $126,377 y los ingresos medios de las familias son de $141,500. Los ingresos per cápita en los últimos doce meses, medidos en dólares de 2022, son de $45,832.  Alrededor del 3.4% de la población está por debajo de la línea de pobreza.